# XVI SS-Armeekorps
Il XVI SS-Armeekorps fu un'unità militare formata nel gennaio del 1945 nella Germania orientale.

## Comandante
| Grado                | Nome                  |
| SS-Obergruppenführer | Karl Maria Demelhuber |

## Ordine di battaglia
| Nome unità                               |
| Stabs-und Korpstruppen nr. 116           |
| 15.divisioni fanteria SS "Lettone nr. 1" |
| 32. Infanterie division                  |
| parte SS-panzergruppe 49                 |
| SS.Kampfgruppe Helmut Joachim            |
| SS-Panzergrenadier regiment 48           |
| Grenadier regiment 59 (Heeres)           |
| alcuni Flak-Kampf-trupps                 |

## Teatri d'operazione
| Luogo            | Data                       |
| Fronte orientale | gennaio 1945 - maggio 1945 |